# Les Monts-Ronds
Les Monts-Ronds ist eine französische Gemeinde mit 669 Einwohnern (Stand 1. Januar 2022) im Département Doubs in der Region Bourgogne-Franche-Comté. Die Gemeinde gehört zum Arrondissement Besançon und zum Kanton Ornans.
Sie entstand mit Wirkung vom 1. Januar 2022 als Commune nouvelle durch Zusammenlegung der bis dahin selbstständigen Gemeinden Mérey-sous-Montrond und Villers-sous-Montrond, die fortan keinen Status einer Commune déléguée besitzen. Der Verwaltungssitz befindet sich in Mérey-sous-Montrond.

## Gemeindegliederung
| Ehemalige Gemeinde                    | Ehemaliger INSEE-Code | PLZ   | Fläche (km²) | Einwohnerzahl (2019) |
| ------------------------------------- | --------------------- | ----- | ------------ | -------------------- |
| Mérey-sous-Montrond (Verwaltungssitz) | 25375                 | 25660 | 10,79        | 442                  |
| Villers-sous-Montrond                 | 25628                 | 25620 | 06,33        | 210                  |

## Geographie
Les Monts-Ronds liegt im südwestlichen Teil des Départements ca. 10 Kilometer südsüdöstlich von Besançon in der Région naturelle des Pays de Besançon.
Umgeben wird die Gemeinde von den fünf Nachbargemeinden:
| Fontain             | La Vèze                                     |                     |
| Montrond-le-Château | Kompassrose, die auf Nachbargemeinden zeigt | Tarcenay-Foucherans |
|                     | Malbrans                                    |                     |

## Sehenswürdigkeiten
| Name                                 | Ort                   | Bemerkungen                                                     | Bild |
| ------------------------------------ | --------------------- | --------------------------------------------------------------- | ---- |
| Pfarrkirche Saint-Sébastien          | Mérey-sous-Montrond   | 1841 erbaut, als Monument historique eingeschrieben             |      |
| Schloss Céry                         | Mérey-sous-Montrond   | Zweite Hälfte des 18. Jahrhunderts                              |      |
| Pfarrkirche Saint-Didier             | Villers-sous-Montrond | Geht teilweise auf die erste Hälfte des 13. Jahrhunderts zurück |      |
| Schloss                              | Villers-sous-Montrond | 17. Jahrhundert                                                 |      |
| Ehemaliges Bürgermeisteramt (Mairie) | Villers-sous-Montrond | Mitte des 19. Jahrhunderts erbaut                               |      |
| Waschhaus                            | Villers-sous-Montrond | 1813 erbaut                                                     |      |
| Pfarrhaus                            | Villers-sous-Montrond | 1715 erbaut                                                     |      |

## Wirtschaft und Infrastruktur
Mérey-sous-Montrond war bis weit ins 20. Jahrhundert hinein ein durch die Landwirtschaft (Ackerbau, Obstbau und Viehzucht) und die Forstwirtschaft geprägtes Dorf. Heute gibt es einige Betriebe des Kleingewerbes, darunter in den Branchen Holzverarbeitung und Baugewerbe. Mittlerweile hat sich das Dorf auch zu einer Wohngemeinde gewandelt. Viele Erwerbstätige sind Wegpendler, die in den größeren Ortschaften der Umgebung ihrer Arbeit nachgehen.
Die Gemeinde liegt in den Zonen AOC der Käsesorten Comté und Morbier.
Die Gemeinde liegt abseits der größeren Durchgangsstraßen und ist über die kleineren Routes départementales D102, D111 und D324 erreichbar.